# Vítor Frade
José Augusto Santos Vitor Frade, mais conhecido simplesmente por Vitor Frade, é um professor universitário, treinador desportivo e metodólogo português.
Vitor Frade ganhou notoriedade por ser o criador de uma metodologia de treinamento desportivo conhecida como Periodização Tática, que atualmente conta como adeptos vários treinadores, principalmente portugueses, como José Mourinho, André Villas-Boas, Paulo Sousa, Leonardo Jardim, Vítor Pereira, e Marco Silva. Entre os estrangeiros, pode-se citar Brendan Rogers e Eddie Jones (este treinador de rugby). Por conta disso, segundo o jornalista esportivo Carlos Daniel, Vítor Frade é “o maior revolucionário silencioso do futebol português”.

## Carreira no desporto
Vítor iniciou sua carreira no desporto como jogador de futebol. Foi treinado por José Maria Pedroto nos juniores do FC Porto, clube no qual jogou como profissional até aos 33 anos.
Ao pendurar as chuteiras, iniciou sua carreira como treinador, primeiro no voleibol (foi um dos três treinadores da Seleção Portuguesa de Voleibol no campeonato europeu de juniores)
Vítor foi treinador adjunto em várias equipas de futebol da Liga Portuguesa, como Boavista F.C. (também exerceu a função de treinador principal por curtos períodos); Rio Ave F.C., F.C. Felgueiras, e F.C. Porto. Nesta última, participou de conquistas de vários títulos nacionais (três campeonatos nacionais, quatro taças de Portugal e quatro supertaças).

## Periodização Tática
Em 1988, Vítor desenvolveu um modelo de periodização desportiva voltada à esportes coletivos, com o objetivo de operacionalizar as ideias do treinador em acordo com o Modelo de Jogo pretendido. Neste modelo, que ele chamou de Periodização Tática, toda sessão de treinos está subordinada ao modelo de jogo, inclusive o treino físico.

## Livros publicados
- 2015 - "Fora de Jogo" o Tempo Todo
- 2019 - Curar o Jogar: Memórias Terapêuticas Transgressoras do Pulhiticamente Correcto